# Йиндржихув-Градец
Йиндржихув-Градец, Йиндржихув Градец (чеш. Jindřichův Hradec [ˈjɪndr̝ɪxuːf ˈɦradɛts]), бывш. Нойхаус (нем. Neuhaus) — город на юге Чехии, муниципалитет с расширенными полномочиями и административный центр района Йиндржихув-Градец Южночешского края. Население — 22 604 человека.

## История
В раннем средневековье был славянским поселением. В конце XII века Йиндржих (Генрих), представитель старшей ветви Витковичей, строит на высоком отроге скалы над рекой Нежаркой (чеш. Nežárka) замок в романском стиле (первой постройкой считается цилиндрическая Чёрная башня, выс. 32 м, к ней примыкает Готический дворец), который нарекает Градцем. Отныне потомки Йиндржиха именуют себя Господами из Градца (чеш. Páni z Hradce), и вместе со своими родственниками из других ветвей обладают таким могуществом, что король Пржемысл Отакар II закладывает Ческе-Будеёвице, чтобы ослабить влияние Витковичей в данном регионе.
Первое официальное упоминание о городе датируется 1220 годом, когда к романской крепости пристраивают классический замок в стиле ранней готики. Хроники на латыни вели монахи, и посему город именовался ими Nova Domus, или, на немецкий манер, Neuhaus.
Город и неприступный замок благополучно пережили гуситские войны — даже нет сведений, пытались ли вообще гуситы приступить к этой крепости, или прошли стороной. В 1483 году к гербу Витковичей, золотой розе на голубом фоне, прибавились два золотых льва и буква «W» — особая милость короля Владислава II, этот герб и поныне существует как городская эмблема.
Витковичи из Градца владели городом и замком до 1604 года, затем владения перешли по наследству к семье Славата, которым они принадлежали до 1693 года, а город занимался производством и продажей текстиля. Вилем Славата из Хлума (1628—1652) был высочайшим канцлером Чехии и обладал большим влиянием. После Тридцатилетней войны, в 1654 году, город являлся вторым по количеству домов и жителей городом в Чехии, после Праги.
Последними сеньорами города стал род Чернинов из Худениц (чеш. Černínové z Chudenic), которым местный замок принадлежал до 1945 года. Они здесь не жили, и замок постепенно приходил в упадок (прежде всего после пожара в 1773 году; от превращения в руины его спасла только реставрация в 1906—1923 гг.).

## Образование
В городе расположен факультет менеджмента Высшей школы экономики.

## Достопримечательности

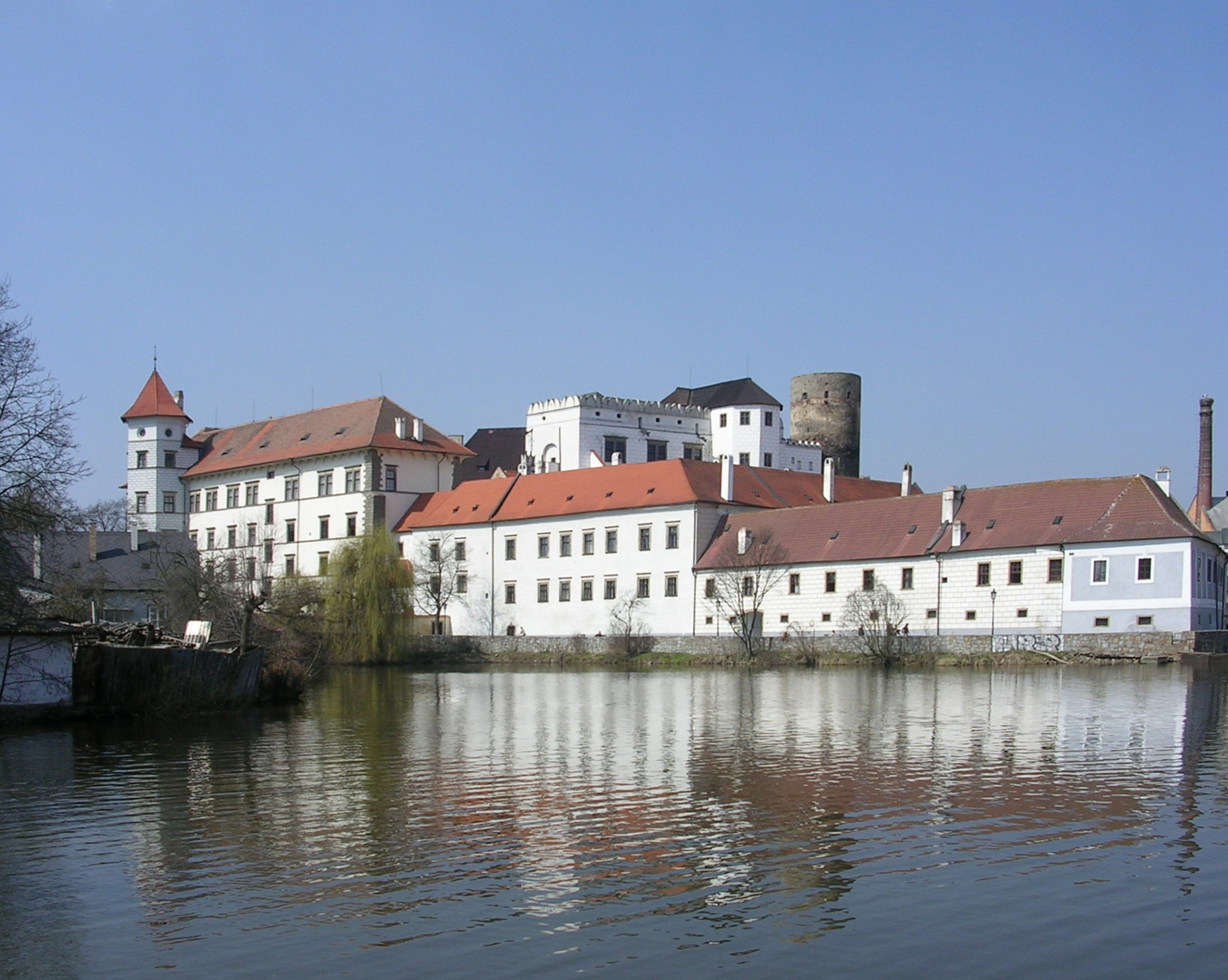
Замок Йиндржихув-Градец

Городской замок — третий по величине замок в Чехии (комплекс зданий занимает 3,5 га). Замок состоит в общей сложности из ок. 320 помещений (летом можно посетить 3 экскурсионных маршрута по помещениям замка). Его гордостью является музыкальный павильон-ротонда «Рондель» в стиле маньеризм. Кроме того третий двор замка украшают прекрасные аркады в стиле ренессанс и замковый колодец, декорированный разноцветной решёткой нач. XVII в.
Город известен также своим Городским музеем, где выставлен Деревянный вертеп с двигающимися фигурками, изготовленный мастером Кризой. Этот вертеп является крупнейшим в мире.
Город является отправной точкой при путешествиях по узкоколейке (в Новую Быстршицу и Обратань; ширина колеи 760 мм). Здесь сохраняются уникальные железнодорожные пути, и можно с ветерком прокатиться как на обычном пассажирском поезде (примерно 60-х годов), так и на ретро-поезде.

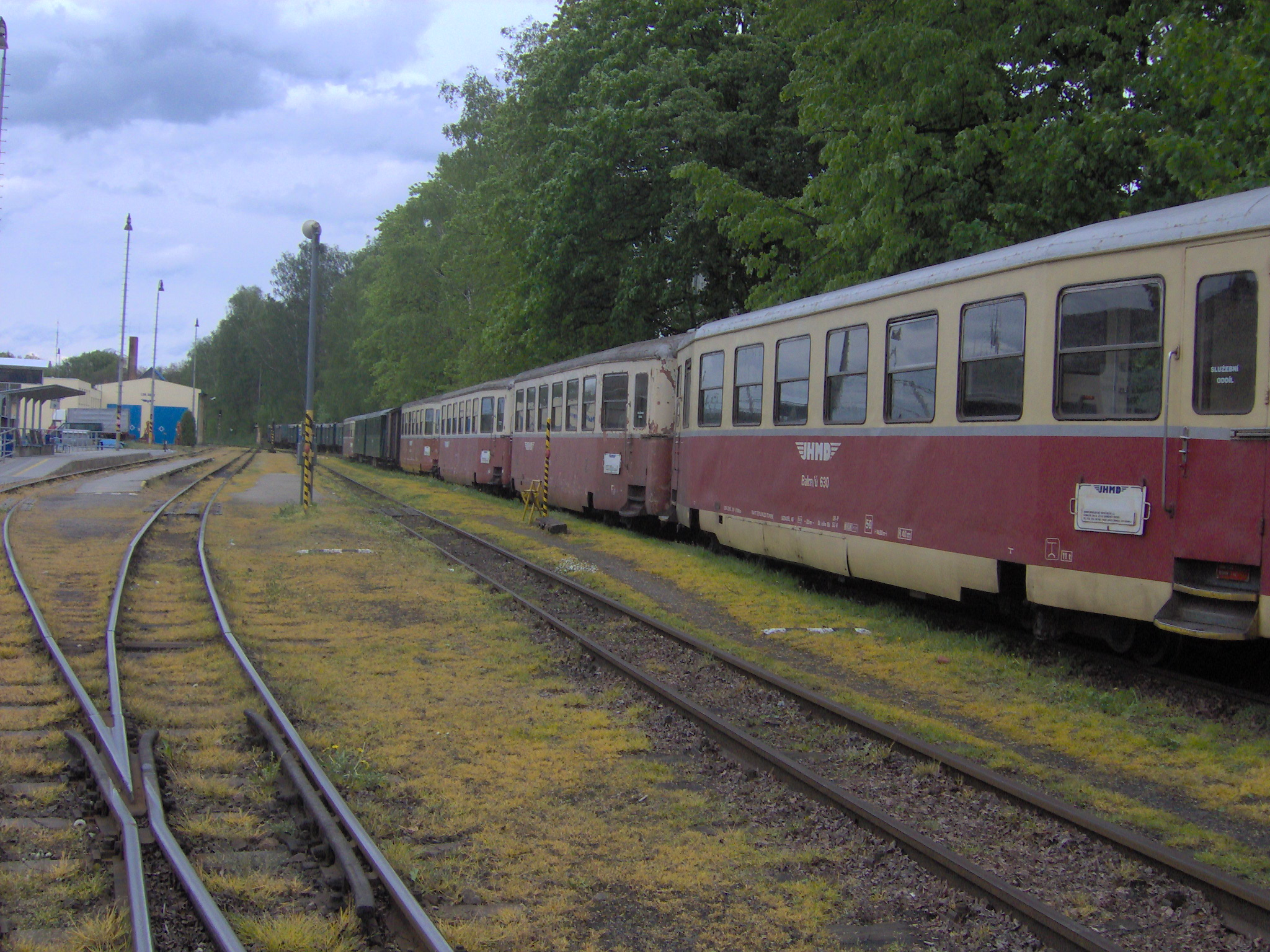
Узкоколейная (760 мм) часть вокзала

В городе сохранился комплекс Миноритского монастыря с костёлом Святого Иоанна Крестителя, а также пробстский костёл Вознесения Девы Марии (XIV век), в котором находится фамильная усыпальница аристократического рода панов из Градца.

## Известные люди
- Станислав Провачек — чешский естествоиспытатель, в честь которого был назван открытый им возбудитель эпидемического сыпного тифа.
- Адам Вацлав Михна из Отрадовиц — чешский раннебарочный композитор и поэт.
- Мария Хоппе-Тайнитцерова, чеш. Marie Hoppe-Teinitzerová — чешская художница, основательница мастерской по производству текстиля, создавала известные ковры по типу гобеленов, мастерская в Йиндржихове-Градце после её смерти стала центром реставрации старинных ковров.
- Ян Марек — чешский хоккеист, крайний нападающий.

- Карел Поборски — чешский футболист, крайний полузащитник
- Иво Ягелка[чеш.] - чешский адвокат, бард, "поющий юрист". Его творчество представлено юмористическими песнями, основанными на реальной судебной практике.

## Города-побратимы
- Штеффисбург, Швейцария